# Lília Brik
Lília Iúrievna Brik rus: Ли́ля Ю́рьевна Брик (de soltera Lília (Lili) Urievna Kagan rus: Лиля (Лили) Уриевна Каган); (11 de novembre [C.J. 30 d'octubre] de 1891, Moscou - 4 d'agost de 1978, Moscou, fou una escriptora, actriu i escultora russa, coneguda especialment per ser la musa de Vladímir Maiakovski. Era germana d'Elsa Triolet i esposa d'Óssip Brik.

## Biografia
Nascuda com a Lília Kagan en una família jueva acomodada (el seu pare era un advocat i la seva mare ensenyava música), va participar de molt jove en la Revolució Russa de 1905.
Col·laborà a fundar el LEF (1922 - 1930), enfront de la participació literària de l'avantguarda russa sobra la qual escrigueren diversos poetes, cineastes i crítics de l'època, entre els quals Vladimir Maiakovski (amb el qual va tenir una relació del 1917 al 1923), Óssip Brik (que fou el seu marit de 1912 de 1930), Vsévolod Meierhold, Víktor Xklovski, Aleksandr Ródtxenko, Serguei Eisenstein, Dziga Vèrtov i tota una generació de artistes.
Maiakovski, que quan la va conèixer festejava amb la seva germana menor, Elsa Triolet (més tard l'esposa de Louis Aragon), li va dedicar diversos poemes d'amor. Óssip Brik la deixava lliure perquè mantingués altres relacions,

La filla d'un pròsper jurista jueu, la guapa, eròticament obsessionada, altament cultivada Lili, va créixer amb una ambició aclaparadora freqüent entre les dones de la intel·lectualitat russa: perpetuar-se en la memòria humana per ser la musa d'un poeta famós. ... Ambdós van fer un pacte per estimar-se l'un a l'altre "a la manera de Txernixevski" - una referència a un dels pensadors radicals del segle xix més famosos de Rússia, que va ser dels primers defensors dels "matrimonis oberts". Vivint al cor d'una bohèmia artística i rebent la intel·liguèntsia al saló de la seva deliciosa dona, Óssip Brik, fidel a la seva promesa, acceptà amb calma les infidelitats de la seva dona des del principi. De fet, després d'escoltar la seva dona confessar que se n'havia anat al llit amb el famós i jove poeta Vladimir Maiakovski, Brik exclamà: "Com pots negar-li res a aquest home?" ... El 1918, quan Maiakovski i el matrimoni Brik es van fer inseparables, simplement se'n va anar a viure amb ells. Al llarg de la resta de la seva vida, ell va fer la seva llar a una successió d'apartaments que els Brik ocuparen.

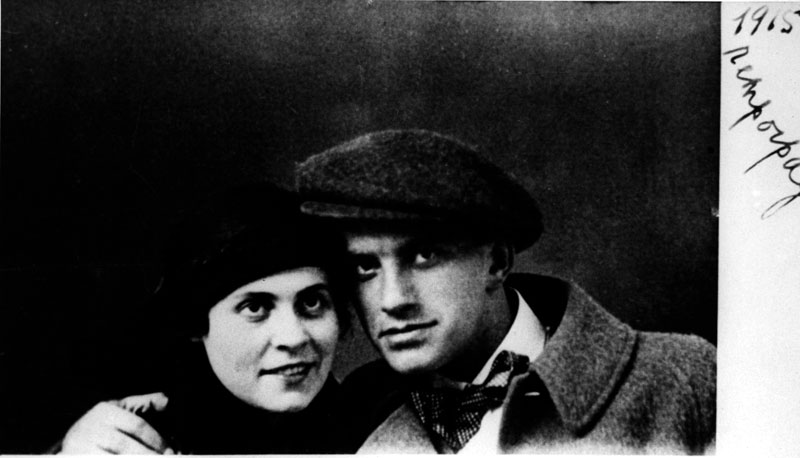
Lília Brik i Vladímir Maiakovski

Va ser protagonista a la pel·lícula "Encadenats al film" rus: Закованная фильмой Zakóvannaia filmoi, 1918), escrita per Maiakovski i probablement perduda (a excepció d'algunes escenes). Una altra pel·lícula, un documental a Crimea, el va produir ella, "El jueu i la terra" rus: Еврей и земля Ievrei i zemlià 1926), i potser en va dirigir un: "L'ull de vidre" rus: Стеклянный глаз Stekliannii glaz 1929).
Després del suïcidi de Maiakovski el 1930, es va casar amb el general de l'Exèrcit Roig Vitali Primakov (1897 - 1937) i després de la seva mort es va unir a Vassili Katanian (1902 - 1980), que va escriure una biografia de Maiakovski i amb ella va dedicar la seva vida a difondre'n l'obra.
En ser-li descoberta una malaltia incurable, es va suïcidar el 1978 amb una sobredosi de Nembutal, sense deixar hereus. D'ella en resten algunes de les seves escultures i manuscrits, alguns dels quals van ser publicats molt més tard (com les cartes amb la seva germana).

## Agent de l'NKVD
Les especulacions sobre la implicació de Lília i d'Óssip amb l'NKVD i el Directori Polític de l'Estat començaren durant la seva vida. Segons el crític suec i biògraf de Maiakovski Bengt Jangfeldt, Borís Pasternak una vegada digué a Roman Jakobson que Lília Brik li «espantava» toti dient que els seus convidats començarien a sopar «un cop l'Óssia torni de la Txekà», i que més tard anomenà el seu apartament «departament de policia Moscou». També hi ha una història molt coneguda on es diu que algú - suposadament Serguei Iessenin - va escriure un epigrama amb guix a la porta de la casa dels Brik que deia:
Здесь живёт шпик и следователь Чека.
Vi dumàiete, zdes jívot Brik, isslódovatel iazikà?

Zdes jivot xpik i sledóvatel Txekà.
Et penses que aquí hi viu en Brik, un investigador de la llengua ?
Anna Akhmàtova també anomenada la casa de Brik "un saló on els escriptors es reunien amb els txekistes", segons Lídia Txukóvkskaia.
En les seves memòries, l'artista Elizaveta Lavínskaia, una amiga dels Brik i Maiakovski, esmenta que en algun moment noves persones van començar a visitar les reunions de la LEF, incloent Iàkov Agrànov, Zakhar Vólovitx i alguna altra gent identificada posteriorment com a oficials d'alt rang de l'NKVD. Un cert nombre de persones també especularen sobre les relacions sexuals entre Lília i Agrànov, incloent l'aclamada ballarina de ballet soviètica Maia Plissétskaia en el seu llibre. No obstant això, el director de cinema i escriptor de memòries Vassili Katanian, fill de tercer marit de Lília, Vassili Katanian, va afirmar que Brik va negar personalment aquestes "fantasies" que "començaren a circular després de l'execució d'Agrànov".
En els anys de la perestroika, quan van començar a obrir-se els anteriorment arxius inaccessibles, el periodista Valentín Skoriatin publicà a les pàgines del número 5 de la revista El periodista una informació trobada als arxius de l'NKID segons la qual Óssip Maksímovitx posseïa el certificat del GPU núm. 24541, i Lília Iúrieva el num. 15073. Óssip Brik, segons els investigador, figurava als arxius com a funcionari autoritzat del 7è Departament del Departament Secret des del juny del 1920 fins al gener del 1924, i fou destituït "com a desertor" per evitar "la seva participació en les operacions dels txequistes" (als arxius es van trobar nombrosos certificats mèdics signats per metges que l'eximien del servei actiu).
Lília Iúrieva va rebre un certificat el 1922. Tal com suggereix Bengt Jangfeldt, aquest document, registrat durant els cinc dies abans de la sortida Brik a Anglaterra, no constitueix per si mateix cap prova de la seva activitat al GPU: probablement, era necessari per accelerar els procediments d'emissió del passaport
L'article va ser publicat més tard com a part del llibre El misteri de la mort de Vladímir Maiakovski. La nova versió dels esdeveniments tràgics, sobre la base dels últims descobriments en els arxius secrets.

## Influència
Va haver-hi intents de presentar-la com una cobdiciosa i manipuladora femme fatale, però aquells que la van conèixer, en destacaren el seu altruisme i la seva intel·ligència. Va ajudar molts talents emergents i coneixia molts famosos i figures líders de la cultura russa i internacional, com Serguei Eisenstein, Lev Kuleixov, Borís Pasternak, Vsévolod Meierhold, Kazimir Malévitx, Serguei Paradjànov, Maia Plissétskaia, Rodion Sxedrín, Andrei Voznessenski, Yves Saint Laurent i Pablo Picasso.

## Obres
- "Щен" (El cadell)
- "С Маяковским" (Amb Maiakovski)
- "Пристрастные рассказы" (Històries apassionades)
- Cartes entre Lília i Elsa, 1920-1970